# Lea Conti
Lea Conti né le 20 novembre 1883 à Buenos Aires, Argentine, mort le 31 octobre 1957 à Buenos Aires, est une actrice argentine de cinéma et de théâtre. Elle débute au théâtre avec les frères Podestá et se marie avec Antonio Podestá. Elle participe à la distribution de la première de la pièce Barranca abajo de Florencio Sánchez en 1905. En 1950, elle est membre du premier conseil d'administration de l' Athénée culturel Eva Perón et est l'une des cinq actrices à qui, en 1954, le président Juan Domingo Perón décerne la médaille d'or du mérite artistique.

## Filmographie

### Actrice
- Payaso (1952)
- El cielo en las manos (1950) …Graciana
- Juan Globo (1949)
- La Rubia Mireya (1948)
- El hombre del sábado (1947)
- El alma de un tango (1945)
- Despertar a la vida (1945)
- Un muchacho de Buenos Aires (1944)
- Vacaciones en el otro mundo (1942)
- Novios para las muchachas (1941)
- El cantar de mis penas (1941)
- Su nombre es mujer (1940)
- Explosivo 008 (1940)
- El cantor de Buenos Aires (1940)
- 24 horas en libertad (1938)
- Federación o muerte (1917)